# Pontokaspiska regionen
Den pontokaspiska regionen är en djurgeografisk region som ingår i Palearktis och omfattar faunan i Svarta havet, Kaspiska havet, Azovska sjön. Regionen uppvisar unika miljöfaktorer och har en egen paleogeografisk historia. Den fungerar som refugium för många arter, med många reliktpopulationer. Området runt detta vattensystem utgörs till största delen av den pontisk-kaspiska stäppen, som oftast inte räknas in i den pontokaspiska regionen.